# پل برنارد (باستان‌شناس)
پل برنارد (۱۳ ژوئن ۱۹۲۹–۱ دسامبر ۲۰۱۵) باستان‌شناس فرانسوی بود که بیشتر به دلیل کاوش در محوطه هلنیستی آی‌خانم در افغانستان امروزی بین سال‌های ۱۹۶۴ تا ۱۹۷۸ شناخته شده‌است.  برنارد در نقش خود به عنوان مدیر کاوش‌ها، چندین رساله در مورد کاوش‌های موجود در محل می‌نوشت. او همچنین گزارش‌های آی‌خانم را ارائه کرد که بیشترین تأثیر را بر بورس تحصیلی در این شهر داشت: مهمترین آنها مقاله‌ای در سال ۱۹۸۲ در مجلهٔ ساینتیفیک آمریکن با عنوان «شهر یونانی باستانی در آسیای مرکزی» بود که شهر را به عنوان یک مستعمره هلنیستی در آسیای مرکزی معرفی می‌کرد.   تأکید او بر سنت‌های یونانی آی‌خانوم بر تمام گزارش‌های بعدی از خاور دور هلنیستی تأثیر گذاشته‌است.